# Ferrer Ferran
Fernando Ferrer Martínez, né le 4 avril 1966 à Valence, connu sous le nom artistique de Ferrer Ferran, est un pianiste, compositeur, chef d'orchestre et d'orchestre d'harmonie espagnol.

## Biographie
Ferrer Ferran commence ses études musicales à six ans avec Teodoro Castellano. Ferrer Ferran est lauréat à l’âge de quinze ans d’un premier prix de piano et de percussion, suivi d'un diplôme de musique de chambre et d’accompagnement au Conservatoire supérieur de musique de Valence avec Perfecto García Chornet et Manuel Tomás. Il a ensuite obtenu un prix en composition dans les classes d'Amando Blanquer et de Jeff Penders et en direction de chœur et d’orchestre d'instruments à vent avec Eduardo Cifre à l'Associated Board of the Royal Schools of Music (en). Il est aussi diplômé de l'Université d'Eté d'Esztergom (Hongrie) dans la spécialité "Pédagogie Musicale" et "Direction de Chœur". En musique de chambre, il obtient un prix de l'Union Musicale Espagnole (1989) et un premier prix du concours permanent de JJMM (1990).
En début de carrière, Ferran donne de nombreux concerts dans toute l'Espagne en tant que pianiste à la fois en soliste et en musique de chambre. Il participe à des enregistrements pour les besoins de plusieurs chaînes de télévision espagnoles. Il a accompagné des solistes internationaux tels que Maurice André, Guy Touvron (trompette), Michel Arrignon (clarinette)...
Depuis 1985, il est professeur titulaire de piano au Conservatoire supérieur de musique de Valence.
Il devient professeur de composition au Conservatorio Superior de Música de Castellón. Il a composé plus d'une centaine d'œuvres pour des orchestres symphoniques. Parmi celles-ci, les deux symphonies Tormenta del Desierto (2000) et La Passió de Crist (2001) ont été remarquées par la critique qui considère Ferrer Ferran comme l'un des meilleurs compositeurs européens de l'époque :

« Le compositeur de la musique qui nous fait rêver. Ferrer Ferran met des notes aux histoires de Pinocchio ou de Peter Pan entre les concerts du monde entier. Avec un style caractéristique, se plonger dans le vaste répertoire musical du compositeur et chef d'orchestre valencien, c'est plonger dans un univers descriptif, capable de vous emmener en quelques secondes d'une ville colombienne à un tableau de Goya, en passant par La Passion du Christ. Les œuvres du compositeur valencien, 'faites pour rêver', sont jouées dans le monde entier. »

— Las Provincias, 2016.

« Un compositeur capable de combiner la technique avec une grande créativité, fusionnant la musique d'avant-garde avec le langage pur du romantisme, créant ainsi une atmosphère pleine de couleurs, inédite à cette époque et écrite pour ce groupe»

«Ferrer Ferran, grand élève de l'ensemble de vents et de percussions, obtient dans ses compositions une sonorité uniforme et attrayante, traitant ce groupe comme un ensemble symphonique...   »

«... le compositeur Ferrer Ferran a mis au pupitre deux pièces de son cru, dans lesquelles il a démontré son aisance instrumentale, la richesse de ses timbres, le caractère spectaculaire de ses solutions et, surtout, la veine mélodique qui s'inscrit dans une harmonisation bien verrouillée, capable de décrire des atmosphères, des moments et des personnes. »

— Levante, 2003.
Il a obtenu plusieurs prix de composition de la part du jury du Concours de Corciano en Italie. Ses œuvres sont fréquemment utilisées lors de concours d'orchestre.
Il a également dirigé plusieurs ensembles et orchestres, comme la Banda Primitiva de Paiporta (de 1996 à[Quand ?]), l'Orquesta de Vientos "Allegro" de Valencia, et  également directeur artistique de la "Banda Sinfónica Provincial de Ciudad Real", chef d'orchestre principal du "Corso Biennale in Direzione di Banda" à Aoste (Italie) et chef d'orchestre principal invité de la "Banda Sinfónica Provincial de Ciudad Real". Il a été aussi chef invité de l'orchestre symphonique Simón Bolívar au Venezuela, activité qu'il partage avec celle de concertiste.
Il est par ailleurs membre de l'Asociación de Compositores Sinfónicos Valencianos" (en français : « Association des compositeurs symphoniques de Valence ») et en a été vice-président.
Ferrer Ferran écrit des ouvrages pédagogiques sur le langage musical.

## Prix et distinctions
- 2013 :  "Bachiller d'honneur d'Argamasilla" (Argamasilla de Alba, Ciudad Real), en reconnaissance de son dévouement et de son travail pour la diffusion de la tradition cervantine dans le monde entier à travers la musique.
- 2019 : distinction honorifique en tant que "Fils adoptif de la Villa de Arafo" (Tenerife) pour sa contribution à l'honneur de la municipalité et de ses habitants par ses compositions musicales.
- 2021 : prix extraordinaire EUTERPE décerné par la Fédération des sociétés musicales de la Communauté valencienne (FSMCV), en reconnaissance de sa carrière dans le monde de la composition musicale et de la direction d'orchestre au niveau national et international[4].

## Direction d'orchestre
- Unión Musical Santa Cecilia de Moncofa (1984-1986)
- Brass band de la Agrupación Musical de Tavernes Blanques (1985-1987)
- Unión Musical de Villar del Arzobispo (1988)
- Orquesta del Conservatorio Superior de Música de Valencia (1989-1990)
- Centro Instructivo Musical de Mislata (es) (1990-1995)
- Asociación Cultural Fray J. Rodríguez-Pintor Cortina de Valencia (1994-1998)
- Asociación Cultural "Allegro" de Valencia (1995-2001)
- Banda Primitiva de Paiporta (1996-2016)
- Banda del Conservatorio Profesional de Música de Valencia (1999-2002)
- Juventud Musical de Quart de les Valls (2000-2005)
- Banda de la Federación de Sociedades Musicales de la Comunidad Valenciana (2001)
- Orquesta de Vientos Allegro (depuis 2002)
- Banda Sinfònica Provincial de Ciudad Real (depuis 2006)
- Banda Federal Catalana (2006)
- Banda Sinfónica de la Sociedad Ateneo Musical de Cullera (depuis 2016)

## Œuvres

### Pour orchestre
- Saxiland (2000), pour quatuor de saxophones et orchestre à cordes
- El bosque mágico (2002), pour hautbois et orchestre
- Luces y sombras (2003), poème symphonique
- Rivera (2008), divertimento pour orchestre à cordes
- Alba Sapienta

### Pour orchestres à vent (orchestres d'harmonie)
Ouvertures
- The song of the horn
- Comic Oberture (2000)
- Tio Alberola (2005)
- Mont Serrat (2008)
- Sudwind Overture
- IVAM

Pasodobles
- Ole Toronto
- Al Centenario (1997)
- Bravo Mestre (1997)
- Música y pueblo
- Consuelo Ciscar
- Don Víctor
- Don Pajarita
- Pico Paco
- La Palmera (2009)
- La Amistad
- Sanlucar de Barrameda (2005)
- Pontones (2006)
- Federband (2006)
- A mi yayo
- Consulado de Mar
- Taoro  (2015)
- Lorena Tomás  (2016)
- Actualidad Fallera (2016)
- Amunt Pirris (2016)

Œuvres pour soliste
- Euterpe (2003) pour flûte traversière
- El bosque mágico (2002) pour hautbois
- Aljama (1999) pour dulzaina
- Baghira (2000) pour saxophone alto
- Redsaxman (2006) pour saxophone alto
- Concierto del Simún (1997) pour saxophone alto
- Jovintud (2005) pour saxophone ténor
- Gjallarhorn (2004) pour cor
- Eolo el rey (1999) pour trompette
- Tú sueño pour trompette[5]
- La Voz de la Trompeta (2007) pour trompette[5]
- Hydra Concierto pour trompette
- Té buen e Paiporta (2008) pour trombone
- Bassi la Marioneta (1999) pour tuba ou euphonium
- The Castle of Dr Bassclar (2013), concerto pour clarinette basse et piano ; adapté pour orchestre d'harmonie (2015)
- Davide e Golia (2015) pour percussion
- El pequeño Rugier (1995) pour narrateur (conte musical)
- El Quijote pour narrateur
- Cool Brass Five (2008) pour quintette de cuivres

Œuvres de concert
- Canto a UNICEF  (1996)
- The Submerged City, poème descriptive [ La Ciudad Sumergida ]  (1997)
- Côte d'Or, suite descriptive pour banda/orchestre à vent[ Costa de Oro ]  ( 1998 )
  - I - Dijon
  - II - La Bourgogne, el arte te le plaisir de vivre
  - III -  Châlon dans la Rue
- Mar y Belio, Fantasía Española  ( 1999 )
- La Sombra del Cruzado, poème symphonique ( 1999 )
- La Inmortal, poème descriptive ( 1999 )
- Algemiz, Dos Episodios Sinfónicos Históricos ( 1999 )
  - Y - Batalla del Sucro
  - II - Danza de los Conquistadores
- Tormenta del Desierto, Sinfonía n.º 1  ( 2000 )
  - I - La Invasión de Kuwait
  - II - Lo Toco de Queda
  - III - Avanzo de las Tropas Aliadas
  - IV - La Batalla de Basora
- La Pasión de Cristo, Sinfonía nº 2  ( 2001 )
  - I - Nacimiento. Sacrificio de los Inocentes. Bautismo.
  - II - Las Tres Tentaciones.
  - III - Legada al templo. La Santa Cena. Captura. Juicio. Crucufixión. Esperanza.
- Ceremonial, suite symphonique  ( 2001 )
  - I - Entrada Ceremonial
  - II - Marcha Ceremonial
  - III - Danza y Final
- Magallanes, poème symphonique  ( 2002 )
- Míticaventura, suite symphonique  ( 2002 )
  - I - Iberia
  - II - Grecia
  - III - Roma
  - IV - Egipto
- Luces y Sombras, poème symphonique  ( 2002 )
- Echo de la montagne, Sinfonietta nº 1  ( 2003 )
  - I - La Légende
  - II - La Belle Nature
  - III - La Forêt Fastastique
- En un lugar de la Mancha, Episodios Sinfónicos en Cuatro Movimientos  ( 2003 )
  - I - Cervantes
  - II - Sancho Panza
  - III - Don Quijote Y Dulcinea Del Toboso
  - IV - Rocinante
- Toyland Suite, suite pour banda  ( 2004 )
  - I - Muñecos y Marionetas
  - II - La Casita de Muñecas
  - III - El Tren
  - IV - El Soldadito de Desplumo
- Los pecas capitales, suite symphonique  ( 2004 )
  - I - Avaricia, Envidia' 
  - II - Pereza, Lujuria
  - III - Soberbia, Gula, Ira
- La Rodana, marche  ( 2004 )
- El ingenioso hidalgo, Tres Episodios Sinfónicos para Banda  ( 2005 )
  - I - De Alonso Quijano a Don Quijote
  - II - El Encantamiento de Dulcinea
  - III - Historias de Caballería
- Juana de Arco, poème médiéval symphonique  ( 2005 )
- Suite Sincrónica, suite descriptive  ( 2005 )
  - I - El Sueño Compartido
  - II - Elegía
  - III - Hacia el Centenario
- El rugir del Kimbo, Sinfonietta nº 2  ( 2005 )
  - I - Jambo
  - II - La Montaña Sagrada
  - III - Ruwa, el Dios del Kilimanjaro
- The Great Spirit, Sinfonía nº 3 El Gaudir del Geni  ( 2005 )
  - I - Gaudí
  - II - Sagrada Familia
- El Caracol Mifasol, petit poème  ( 2005 )
- Jungla, Poema ambientado en la Selva Africana  ( 2006 )
- López Odero, fantaisie andalouse pour banda  ( 2006 )
- Maestro Lino, fantaisie espagnole  ( 2006 )
- La Escalera SiDo, petit poème pour Banda et coeur d'enfants ( 2006 )
- Vientos Catalanes, fantaisie symphonique  ( 2006 )
- Auditorio Florida, Hymne à Santa  Cecília ( 2006 )
- La Torre de Hércules, épisode symphonique  ( 2007 )
- El Misterio del Fuego, Sinfonietta nº3  ( 2007 )
  - I - Calixto III
  - II - Los Canales
  - III - Hoguera y Fiesta
- Salomón, Légende africaine symphonique  ( 2007 )
- Concierto para orquesta de vientos y percusión, concerto pour banda  ( 2007 )
- Pinocchio, suite symphonique  ( 2008 )
  - I - Pinocho, Geppetto y el Grillo que Habla
  - II - La Bella Niña de los Cabellos Turquesa
  - III - El Monte de los Milagros
  - IV - El Pais de los Juguetes. El Tiburón. Ya se un Niño.

- Red Dragon, Apunte Sinfónico  ( 2008 )
- Al-Manzah, Épisode symphonique [ Almansa ]  ( 2008 )
- Abraham, poème biblique symphonique  ( 2009 )
- Abu Simbel, épisode symphonique  ( 2009 )
- A Fairy Talo, Fantaisie magique [ Un Cuento de Hadas ]  ( 2009 )
- El Bolero de Carmelo, boléro symphonique  ( 2009 )
- Castelo Don Inferno, poème symphonique descriptif  ( 2009 )
  - I - Mosteiro de Vilela
  - II - Boca don Inferno
  - III - Vestigios don Castelo
- Sonido Nata por Té, suite symphonique  ( 2009 )
  - I - Allegro Festivo
  - II - Largo @e molto espressivo
  - III - Scherzo
  - IV - Allegro Vivo
- O Camiño das Animas en Pena, poème terrifique symphonique  ( 2010 )
- Vilela, poème symphonique  ( 2010 )
- Acqua Alpina, suite symphonique  ( 2010 )
  - I - La Forza
  - II - Il Rispeto
  - III - La Vita
- La Batalla de Chiclana, poème symphonique  ( 2010 )
- Misa Sinfónica, messe pour cœur et orchestre symphonique  ( 2010 )
  - I - Canto de Entrada
  - II - Aleluya
  - III - Ofertorio
  - IV - Agnus Dei
  - V - Sanctus
  - VI - Consagración
  - VII - Ave María
  - VIII - Conclusio
- El Coloso, Sinfonía nº4 [The Colossus]  ( 2011 )
  - I - Oscuridad  ( Darkness )
  - II - Duerme  ( Asleep )
  - III - La Huida  ( The Flight )
  - IV - El Gigante  ( The Giant )
- Las Aventuras del Principito, poème descriptif symphonique  ( 2012 )
- Tyrannosaurus Rex, épisode symphonique  ( 2012 )
- El Sol Redondo, Pequeño Poema para Banda y Coro de Niños  ( 2012 )
- Cabeza Compostizo, fantaisie espagnole ( 2012 )
- Concierto nº 3, Concerto pour Banda  ( 2013 )
- Ciudad Sorprendida, épisode symphonique pour Banda  ( 2013 )
- L´Insurrection, poème symphonique  ( 2014 )
- Destellos de Alba, Vales Sinfónico para Banda  ( 2014 )
- Chanson lleva Nouvel An, Sueño Sinfónico para Banda  ( 2014 )
- Burbujas del Sentido, impression symphonique [ Bubbles of Sin ]  ( 2015 )
- Fuegos del Alma, ouverture symphonique  ( 2016 )
- Peter Pan, Suite symphonique pour bande (2016)
  - I - La Ventana Abierta. La Sombra. Volamos
  - II - El País de Nunca Jamás
  - III - Lo Hogar Feliz. El Cuento de Wendy
  - IV - Los Pieles Rojas. Lo Rapto de los Niños. Barco Pirata. Garfio o yo. El Regreso en Casa. Cuando Wendy Creció.
- Miliarium, Cuadro Sinfónico (2016)
- Al-Kasar', impression symphonique (2019)
- El Brillo del Fénix, chant symphonique à la Esperanza, pour cœur et orchestre symphonique (2020)

### Pour ensembles instrumentaux
- Divertimento (1995) pour 15 instruments à vent et percussions
- Vales infantil (1995) pour quatuor de clarinettes
- Chernovil (2001) pour quintette de cuivres (quintette de cuivres)
- Ter y Anta (2004) pour groupe de cuivres
- Durcalí (2008) pour quintette de cuivres
- Cinco a brass sos (2008) pour quintette de cuivres
- Cool Brass five (2008) concerto pour quintette de cuivres et orchestre symphonique

## Discographie sélective
Œuvres de Ferrer Ferran enregistrés par des ensembles
- Red Dragon par l'Orchestre Symphonique du Conservatorio Superior de Música de Aragón.
- El rugir del Kimbo par l'Orchestre de Vientos Allegro.
- Symphonies par l'orchestre de la Fédération des sociétés musicales de la Communauté valencienne.
- El ingenioso Hidalgo du Centro Instructivo Musical La Armònica de Buñuelo et de l'Orchestre symphonique provincial de Ciudad Real.
- La Torre de Hércules par l' Orchestre municipal de La Corogne
- Miticaventura par plusieurs orchestres
- La voz de la Trompeta par la Banda Primitiva de Paiporta
- Echo de la montagne par l'Agrupación Musical la Amistad de Cuart de Poblet
- Magallanes par l'association musicale l'Amistad de Cuart de Poblet
- Origines par l'orchestre symphonique du Conservatoire supérieur de musique de Castelló
- Ceremonial de l'Orchestre à vent Allegro
- La Passion du Christ par la Sociedad Musical La Artística de Buñol
- Tempête du désert par plusieurs groupes
- Mar y Belio par la Banda Primitiva de Paiporta
- Dúo Parsax par la Banda Primitiva de Paiporta.

Albums
- En un lugar de la Mancha 2022
- Concertino 1 & 3, Concert pour orchestre symphonique à vent 2022
- Peter Pan par l'Ateneo Musical de Cullera 2021
- Safari par l'orchestre du Conservatoire Calasancio de Castellón 2021
- Les aventures du petit prince par la Banda Primitiva de Paiporta 2020
- Cool Brass Five 2020

Singles
- Piano pour enfants, morceaux de piano faciles par Ferrer Ferran 2022
- The Garden of Earthly Delights, Sinfonietta N. 4 (The Garden of Earthly Delights) par le Musée d'Art Harmonie Wind Orchestra of Japan 2022
- Atenea par l'orchestre symphonique Ateneo Musical de Cullera 2022
- Patricia Sanz 2022
- La Festa de les Falles 2022
- Poseidon In Troy pour Valencia Prowinds 2022
- Père Noël par Banda Sinfónica Ateneo Musical de Cullera 2022

## Ouvrages
- (es) Teoría práctica del lenguaje musical: para el grado profesional, Soluciones Educativas de Música, S.L., 1er septembre 2020, 2e éd., 188 p. (ISBN 978-8412404104, lire en ligne).
- (es) El arte de interpretar la música del Lenguaje, vol. 1&2, Soluciones Educativas de Música, S.L., septembre 2019, 136+136 (ISBN 978-84-120395-9-7, lire en ligne)